# Tätowierer

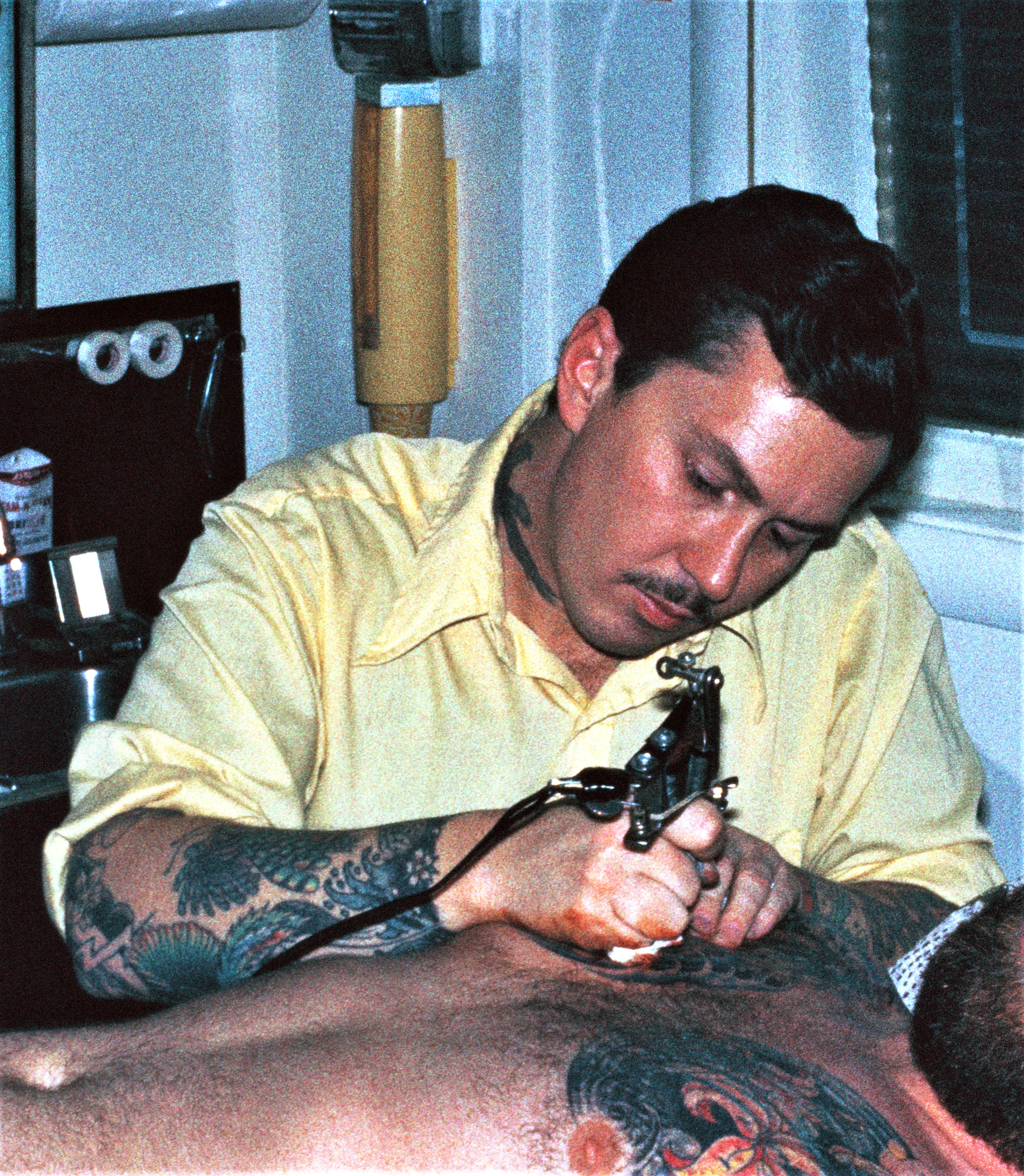
Tätowierer Don Ed Hardy auf der Tattoo Convention in Sacramento Cal., 1980

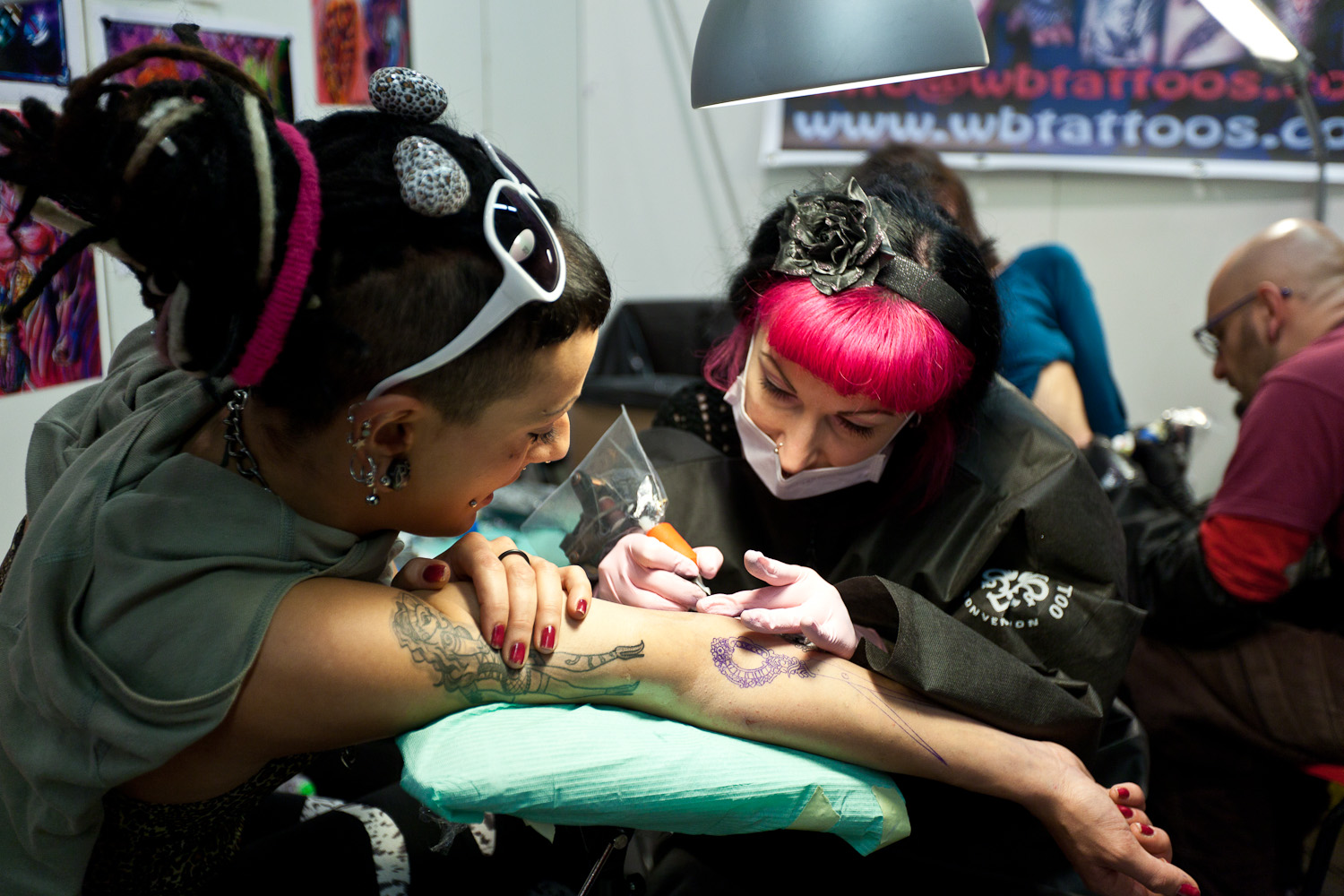
Tätowiererin bei der Arbeit

Ein Tätowierer ist eine Person, die dauerhaft Tätowierungen mittels eines entsprechenden Instrumentes, meist einer elektrischen Tätowiermaschine, mittels Tätowierfarbe, Tinte oder anderen Farbmitteln in die Haut einbringt.

## Ausbildung und Berufsrechtliches

### Deutschsprachiger Raum
Deutschland
Eine gesetzliche geregelte Ausbildung ist in Deutschland bisher nicht vorgesehen. In der Regel erlernen Tätowierer die nötigen Fertigkeiten bei erfahrenen Kollegen oder autodidaktisch. Über eine Berufszugangsregelung wird jedoch seit 2016 ernsthaft diskutiert.
In Deutschland werden vom Verband Deutsche Organisierte Tätowierer Hygieneseminare veranstaltet. Die Kurse für den Erwerb der Sachkunde Teil I & II, gemäß Infektionshygiene-Verordnungen der Länder werden von dem Tätowierer und Hygienewart des DOT Heribert Nentwig (Herry) organisiert und der U.E.T.A. durchgeführt.

#### Anerkennung als Kunst
Die Etablierung des Tätowierens als Erscheinungsform der Bildenden Kunst, sowohl im steuerrechtlichen als auch im sozialversicherungsrechtlichen Sinne, wurde seit den frühen 1970er Jahren immer wieder diskutiert und verschiedentliche Versuche unternommen den Status zu ändern.
Horst Streckenbach wurde 1974 vom Finanzamt Frankfurt nicht als Künstler anerkannt, meldete seine Umsätze trotzdem zum ermäßigten Steuersatz an. Ende der 1980er Jahre bemängelte das eine Umsatzsteuersonderpüfung und Streckenbach musste ca. 200.000 DM Steuern nachzahlen. Auch ein entsprechendes, positives Gutachten von Timm Ulrichs änderte daran nichts.
Manfred Kohrs arbeitete bereits Mitte der 1970er Jahre daran, „Tätowierung und Kunst zu verbinden“ und verzichtete auf eine gewerbliche Anmeldung. „Er versteht seine Arbeit als Kunst“ titelte die Szenezeitschrift NaNa 1982.
Einen erneuten Vorstoß unternimmt die Szene seit 2018. Der Tätowierkunst e. V. geht den Weg über die Bundespolitik, z. B. über die Bundestagsabgeordnete Saskia Ludwig, um ein Prüfverfahren zur Anerkennung von Tätowierern als Künstler bei der Künstlersozialkasse zu erreichen.
Dirk-Boris Rödel, ehemaliger Chefredakteur des Tätowier Magazins, erklärt: „Jeder Tattoo-Artist definiert selbst, ob er Künstler oder Handwerker ist“, Tätowieren sei weder Kunst noch Handwerk, sondern ein Medium wie zum Beispiel Schnitzen. „Einige Tattoo-Artists sehen den menschlichen Körper als Leinwand und machen ihn zu ihrem Kunstobjekt“.

#### Steuerliche Aspekte
Bei der Anfertigung einer Tätowierung handelt es sich steuerlich um eine sonstige Leistung, da nach dem wirtschaftlichen Gehalt der Leistungen nicht – wie etwa bei einer Lieferung – die Verfügungsmacht an einem Gegenstand übertragen worden ist.
Bei einer Tätowierung werden Ornamente oder Abbildungen durch Einstechen in die menschlichen Haut angebracht. Die Übertragung der Farbstoffe ist umsatzsteuerrechtlich nicht als Lieferung eines Gegenstands zu sehen, da der Farbstoff nur Hilfsmittel zu der vereinbarungsgemäß erbrachten Tätowierung ist. Sie ist somit steuerpflichtig und wird mit dem Regelsteuersatz (§ 12 Abs. 1 UStG) besteuert. Auch unterliegt die Leistung nicht nach § 12 Abs. 2 Nr. 1 Satz 1 UStG i. V. m. Nr. 53 Buchstabe a der Anlage zum UStG dem ermäßigten Steuersatz (§ 12 Abs. 2 UStG). Diese Steuerermäßigung ist nur für Lieferungen von Kunstgegenständen vorgesehen.

#### Sozialversicherungsrechtliches
Die Tätigkeit des Tätowierers ist aus Sicht vieler Behörden ein gewerbliches Kunsthandwerk bzw. eine gewerbliche Tätigkeit. „Eine junge Garde von Tätowierern kommt aus der Kunst - und überträgt die eigenen Motive auch auf die Körper zahlender Kunden“ und immer mehr Tätowierer begreifen sich als Künstler und somit den freien Berufen zugehörig.
Im Jahr 2007 hat der Tätowier-Künstler Heiko Gantenberg, Inhaber des Tätowierstudios mit Kunstatelier und Werkschau Fort Notch in Marl, vor dem Sozialgericht Gelsenkirchen den Status eines bildenden Künstlers anerkannt bekommen, um in die Künstlersozialkasse aufgenommen zu werden. Aufgrund eines Gutachtens von Timm Ulrichs hat erstmals ein deutsches Gericht einen Tätowierer als Künstler anerkannt; das Gericht stellte jedoch ausdrücklich fest, dass es sich um eine Einzelfallentscheidung handele.
 Schweiz
In der Schweiz ist ebenfalls keine geregelte Ausbildung vorhanden. Am vom 23. November 2005 erließ das Eidgenössische Departement des Innern (EDI), gestützt auf die Artikel 31 Absatz 5, 38–40, 41 Absatz 2, 42 Absätze 2 und 3, 43 Absatz 3 und 80 Absatz 9 der Lebensmittel- und Gebrauchsgegenständeverordnung vom 23. November 2005 (LGV), die Verordnung über Gegenstände für den Humankontakt, in der auch „Tätowierfarben und Farben für Permanent-Make-up sowie deren Kennzeichnung sowie Apparate und Instrumente für Piercing, Tätowierung und Permanent-Make-up“ geregelt sind. „Seit Mai 2017 gilt in der Schweiz eine Meldepflicht für Tattoo-Betriebe. Wer mit Tätowieren Geld verdient, muss sich beim zuständigen kantonalen Laboratorium melden.“
 Österreich
In Österreich verhält es sich ähnlich wie in der Schweiz, die Verordnung des Bundesministers für Wirtschaft und Arbeit über Ausübungsregeln für das Piercen und Tätowieren durch Kosmetik-(Schönheitspflege)-Gewerbetreibende, enthält die erforderlichen Regularien.

### International
Schweden
Ab 1998 begann der Tätowierer Ove Skog mit dem Versuch, den schwedischen Handwerksrat für ein Berufsbild des Tätowierers zu interessieren. Im Jahr 2018 wurde von der Berufsorganisation Sveriges Registererade Tatuerare mit Ove Skog an der Spitze ein Berufsbild mit abschließender Gesellen-, bzw. Meisterprüfung für Tätowierer ausgearbeitet. Im November 2018 konnten im Rathaus von Stockholm – als erste in der Welt – zwölf Meister und drei Gesellen im Tätowierer-Beruf ihren Meister- bzw. Gesellenbrief in Empfang nehmen.

## Das Tätowierstudio

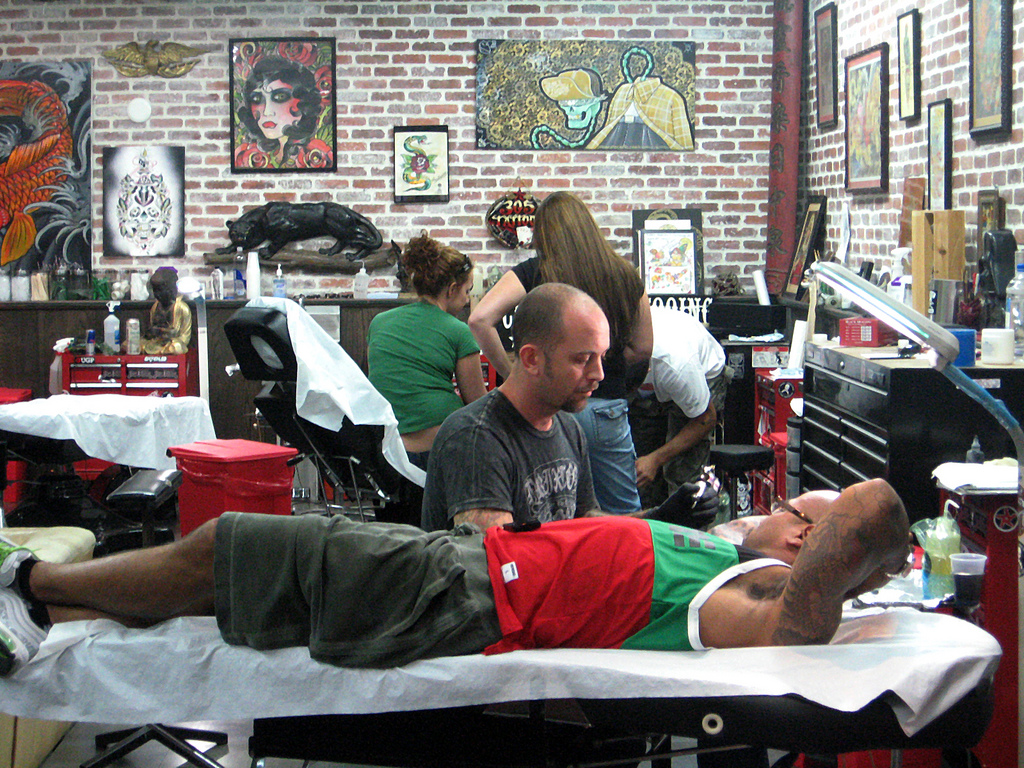
Tattoo-Studio

Der Tätowierer arbeitet zumeist in einem als „Tattoo Shop“ oder „Tattoo-Studio“ bezeichneten Ladengeschäft. Ordnungsgemäß ausgestattete Tattoo-Studios verwenden Container für Objekte, die in Kontakt mit Blut oder Körperflüssigkeiten gekommen sind, sowie einen Autoklav zum Sterilisieren der Geräte, sofern sie nicht mit Einmalartikeln arbeiten.
Korrekte Hygiene erfordert vom Tätowierer bei allen Arbeitsgängen die Benutzung von Einmalhandschuhen, besondere Achtsamkeit ist speziell dort angebracht wo Kreuzkontaminationen auftreten können. Die verwendeten Farben müssen den Vorgaben der Tätowiermittel-Verordnung entsprechen.
In Holland, der Schweiz und Österreich unterliegen Tätowierstudios strengen Auflagen und Kontrollen, um die allgemeine gesundheitliche Sicherheit in diesem Bereich zu verbessern. Inzwischen werden dort die Eingriffe, Sterilisationsvorgänge, Reinigungen und Desinfektionsmaßnahmen schriftlich dokumentiert.
In Österreich ist seit dem Jahr 2003 die jährliche Erbringung eines Unbedenklichkeitsnachweises durch ein akkreditiertes Institut gesetzlich vorgeschrieben. Die Ausstattung der Betriebsstätte und die Arbeitsvorgänge werden geregelt in Anlage 1, BGBl 262/II/2008.

### Statistik
- Deutschland: ca. 7.000 Tätowierstudios (Stand 2018)[27][28]
- Österreich: ca. 600 Tätowierstudios mit Gewerbeschein (Stand 2017)[29]
- Schweiz: ca. 600 Tätowierstudios (Stand 2015)[30]

### Trivia
Der Schreibwarenhersteller Edding hat am 1. Oktober 2020 im Chilehaus sein erstes Tattoo-Studio in der Hamburger Innenstadt eröffnet. Edding „verarbeitet dort selbstentwickelte, EU-konforme Tattoofarben“. Dieser Einstieg eines Industriebetriebes in die Szene ist nicht ohne Kritik. „Die Qualität der Farbpalette wird durch fragwürdige Versprechungen angepriesen“ schreibt ein führendes Fachmagazin.

## Berufsorganisationen
Deutschland
Im Jahr 1977 gründete Manfred Kohrs die erste deutsche Tätowierervereinigung. Im September 1995 gründete sich der Deutsche Organisierte Tätowierer e. V. (D.O.T) als deutscher Tätowierer Verband. Ferner sind u. a. noch der Bundesverband Tattoo e. V. (BVT) und der Pro Tattoo e. V., der sich nach eigenen Angaben für Information, Schulung und Öffentlichkeitsarbeit für und von Angehörige/n der Tätowierbranche einsetzt und vom Vorsitzenden Mark Benecke vertreten wird, tätig.
 Schweiz
In der Schweiz war zunächst der Tattoo Club of Switzerland tätig. Seit 1994 ist der Verband Schweizerischer Berufstätowierer (VST) als „Zusammenschluss der im Tätowieren tätigen natürlichen Personen“ aktiv.
 Österreich
In Österreich ist die Österreichische Tätowierer und Piercer Vereinigung (ÖTPV) tätig. Sie besteht aus dem Dachverband und aus den Tochtervereinen in den jeweiligen Bundesländern.
 Europa
Als überregionale Vereinigung für die Belange europäischer Tätowierer wurde 1975 die European Tattoo Artists Association (E.T.A.A.) gegründet, die sich jedoch um 1990 wieder auflöste. Bekannte Mitglieder waren Terry Wrigley, Horst Streckenbach, Dietmar Gehrer (Nr. 23) und Manfred Kohrs (Nr. 25). Im Jahr 2004 wurde der United European Tattoo Artists e. V. (U.E.T.A.) gegründet.

### Tätowier-Kunstvereine
Der Tätowierkunst e. V. (Eigenschreibweise tätowierkunst) ist ein deutscher Kunstverein. „Zweck des Vereins ist die Etablierung des Tätowierens als Erscheinungsform der klassischen bildenden Kunst“. Der TK ist der erste und zurzeit einzige Verein dieser Kunstform im deutschsprachigen Raum und nimmt somit eine Vorreiterrolle ein.
„Um Tätowieren als Erscheinungsform der bildenden Kunst anerkennen zu lassen“ gründete Manfred Kohrs 1977 die erste deutsche Tätowierervereinigung, den National Tattoo Club Germany, der jedoch ein nicht eingetragener Verein war. Zu den Gründungsmitgliedern gehörten u. a. Horst Streckenbach und Theodor Vetter. Aus diesem Verein wurde Jahr 2000 zur Expo in Hannover, durch Eintragung in das Vereinsregister Hannover, der KUNSTverein 2000 e. V., der am 2. Dezember 2018 in Tätowierkunst e. V. umbenannt wurde und die Gemeinnützigkeit erlangte. Manfred Kohrs übergab den Vorsitz nach 18 Jahren an Heiko Gantenberg, der den Gedanken der Etablierung des Tätowierens als Erscheinungsform der bildenden Kunst und die Anerkennung als immaterielles Kulturerbe weiter vorantrieb. Mit der Wahl der neuen Vorsitzenden Tanina Palazzolo wurde der Vereinssitz im Juni 2021 nach Münster verlegt. Zu den Mitgliedern gehören nicht nur Tätowier-Künstler, sondern u. a. auch Kunsthistoriker, Juristen und Wissenschaftler.
Der Tätowierkunst e. V. ist „Teil des Council of European Tattoo Associations (CETA), eine Art runder Tisch der Branche auf Europaebene.“
Das Konzept des TK beinhaltet die Etablierung des Tätowierens als Erscheinungsform der bildenden Kunst und die Anerkennung als immaterielles Kulturerbe. Der Satzungszweck wird verwirklicht insbesondere mittels Durchführung von Veranstaltungen und Ausstellungen zur deutschen Tätowierkunst und die Förderung der wissenschaftlichen Forschung im Bereich der Tätowierkunst. Des Weiteren engagiert sich der Verein im Bezug auf die Anerkennung des Tätowierens als Kunst im gewerbe- und steuerrechtlichen Sinn. Auch die Möglichkeit der Aufnahme von Tätowierkünstlern in die Künstlersozialkasse wird vom TK vorangetrieben. Der TK wird dabei von mehreren Bundestagsabgeordneten, wie z. B. Saskia Ludwig und Helge Lindh unterstützt.

„Ich rege deshalb bei aller gebotenen Abwägung an, den Weg frei zu machen und Tätowierern den Zugang zur Künstlersozialkasse, nach denselben Kriterien wie anderen Künstlern, zu ermöglichen. Ich würde mich sehr freuen, wenn Sie meiner Anregung entsprechen würden. Aus meiner Sicht könnte ein guter erster Schritt die Aufnahme des Tätowierens in den Katalog der anerkannten künstlerischen Tätigkeiten sein.“

#### Ausstellungen
- 2021: Unlocked Art Ausstellung.[57]
- 2022: Tätowierkünstler Zeichnungen, Vanni Prison, Olli Rose und Jens Gössling.[58][59]
- 2022: DAYGLO EXTRAVAGANZA. Eine Gruppenausstellung im Schwarzlicht präsentiert vom TK und No Pain No Gain Tätowierungen Ulm.
  - „Mit den Wurzeln in der psychedelischen Revolution der 60er Jahre, dem Höhepunkt in der Subkultur der 70er Jahre ist die Schwarzlichtkunst heute eher aus der Mode gekommen… Wir knüpfen an wilde Zeiten an und zeigen eine Gruppenausstellung mit aktuellen Schwarzlichtbildern (und Objekten) von zeitgenössischen Tätowieren:innen und Künstlern.“

## Bekannte Tätowierer (Auswahl)

### Deutschland
Zu den bekannten Tätowierern in Deutschland zählen u. a. Christian Warlich, Karl Finke, Herbert Hoffmann, Horst Streckenbach, Manfred Kohrs und Thomas Grundmann.

### Schweiz

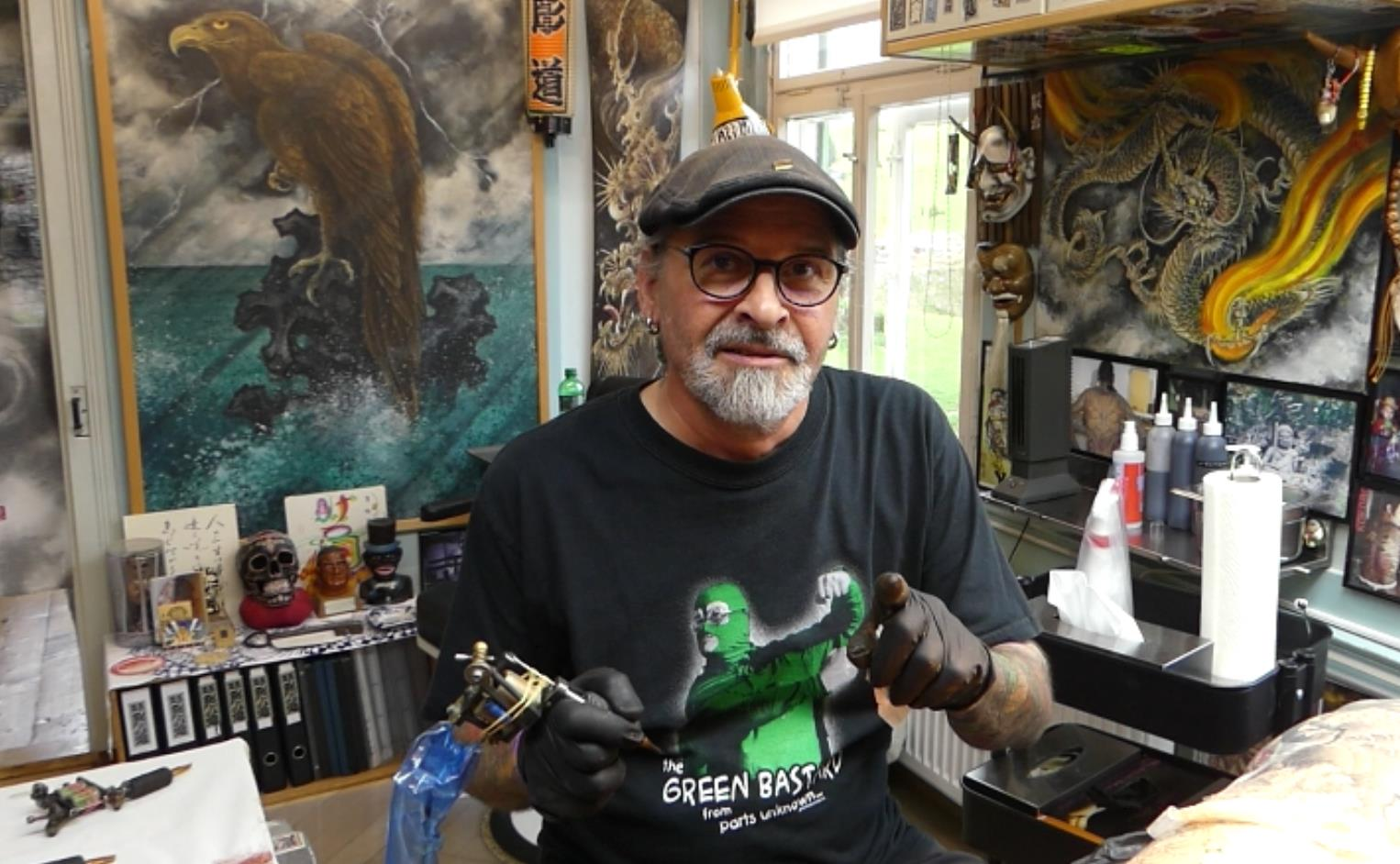
Michael Schraner 2019

Der erste niedergelassene Tätowierer in der Schweiz ist Dietmar „Dischy“ Gehrer, er eröffnete sein Studio 1974 im Hinterzimmer einer Gaststätte. Zu den bekannteren Tätowierern der Schweiz gehört ferner Filip Leu und seine Familie, die „in der Szene als Legenden gelten“ sowie Michael „Mick“ Schraner. Der gelernte Theatermaler lebt und arbeitet in einem alten Sticker-Haus am Dorfrand von Rehetobel. „Für seine asiatisch inspirierten Drachen und Dämonen reisen Fans aus der ganzen Welt zu ihm ins Appenzellerland.“

### Österreich
Der erste in Österreich tätige Tätowierer ist Sigi Scheuchl. Er hat nach einer Maschinenschlosser-Lehre im Jahr 1983 in Linz zu tätowieren begonnen. Die Grundlagen hatte er bei einem deutschen Tätowierer aus Stuttgart erlernt. „Der erste Tätowierer Österreichs leitet mittlerweile ein Familienunternehmen in Linz. “

### Niederlande und Belgien
Jef Vertommen, alias Joe Pancho war der erste Tätowierer im Antwerpener Hafen. „Das Nationale Schifffahrtsmuseum ließ vor der Schließung seines Geschäfts im Jahr 1976 eine Fotoreportage machen.“

### International (Auswahl)
George Burchett, August Bernard Coleman (1884–1973), lebte und arbeitete in Norfolk und war ein Schüler von Charlie Barrs (ca. 1870–1960), Kat Von D, Amund Dietzel, Edward Funk, Bert Grimm, Donald Ed Hardy, Horiyoshi III, Greg Irons, Cliff Raven (1932–2001) Schüler von Phil Sparrow, arbeitete in Chicago und in Hollywood. Samuel O’Reilly, Joseph O’Sullivan, Paul Rogers († 1990) Schüler von August Bernard Coleman, Sailor Jerry, Henk Schiffmacher, Les Skuse, Janet Skuse (1943–2007), Ove Skog, Samuel M. Steward, Lyle Tuttle, David Yurkew und Leo Zulueta.

### Trivia
Heinrich Dietz (Pseudonym Henry Dixon) (* um 1911; † 22. September 1979) war ein deutscher Mediziner und Tätowierer, der als erster und soweit bekannt, einziger approbierter Arzt ein Tattoo-Studio betrieb. Dietz studierte Medizin und schloss das Studium mit der Promotion zum Dr. med. ab. Im Jahr 1969 beendete Dietz aufgrund eines Rückenleidens seine Laufbahn als Arzt. In der Folgezeit versuchte er sich in den USA als Schriftsteller, blieb jedoch erfolglos und kehrte nach Hamburg zurück. Dort ließ er sich von Herbert Hoffmann tätowieren und fand Gefallen am Beruf des Tätowierers. Er eröffnete in der Talstraße 24 im Hamburger Stadtteil St. Pauli eine Tätowierstube und tätowierte bis zu seinem Ableben ca. 2.000 Kunden. Sein bekanntester Kunde war Rocky, der Irokese. Dietz verstarb an einem Herzversagen in seiner Hamburger Wohnung.

## Tätowierer in verschiedener Kulturen

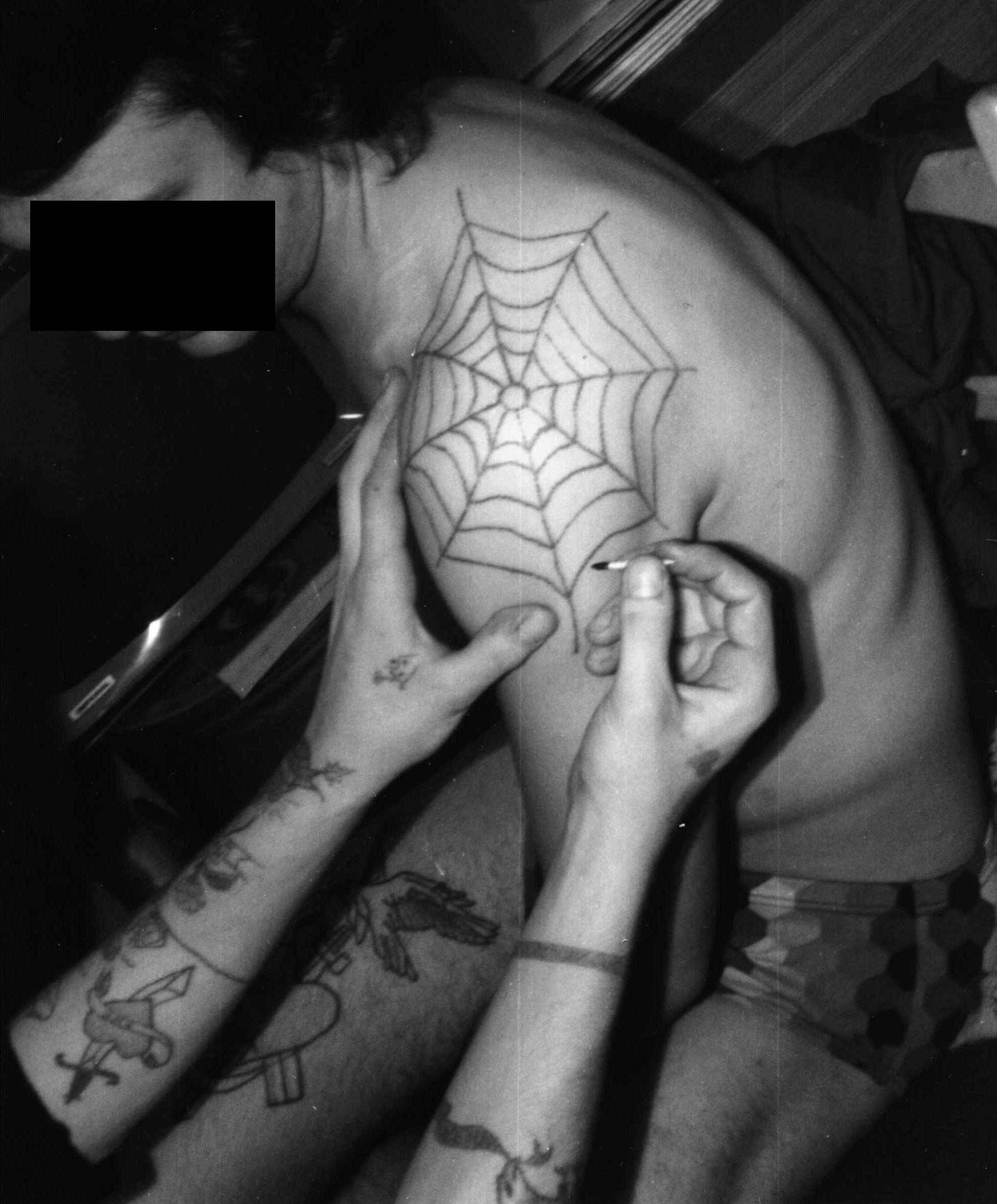
Tätowierer beim so genanntem „Peiken“,[83] Deutschland 1971
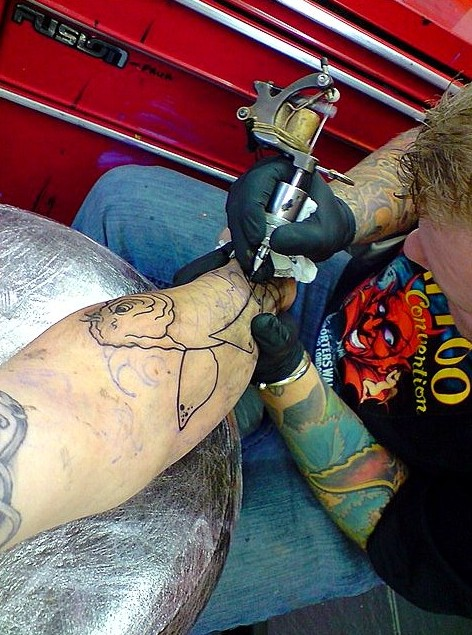
Tätowierer mit Tätowiermaschine
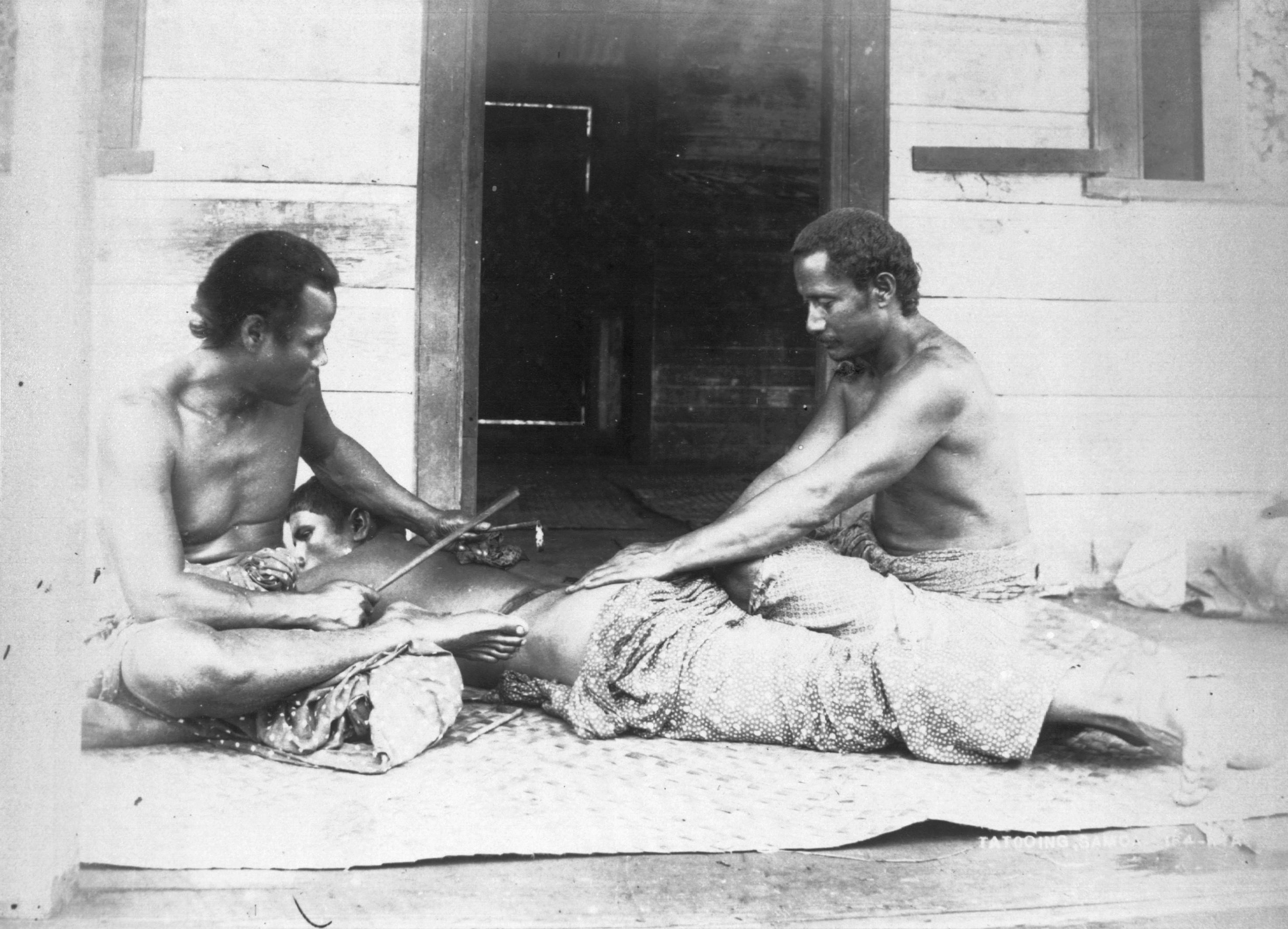
Tätowierer mit einem Tätowierkamm – Samoa
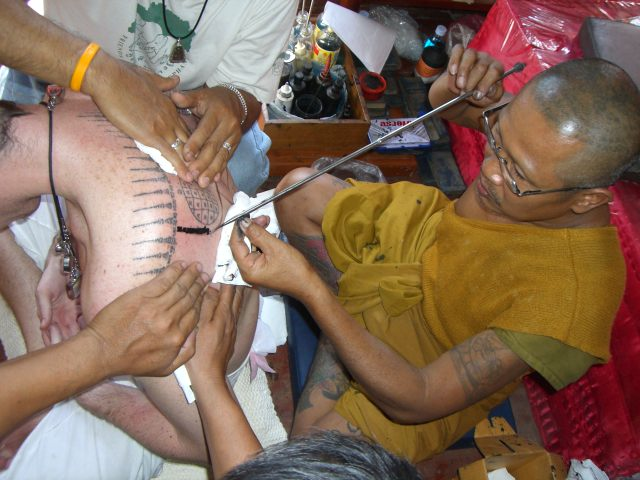
Tätowierer in Thailand
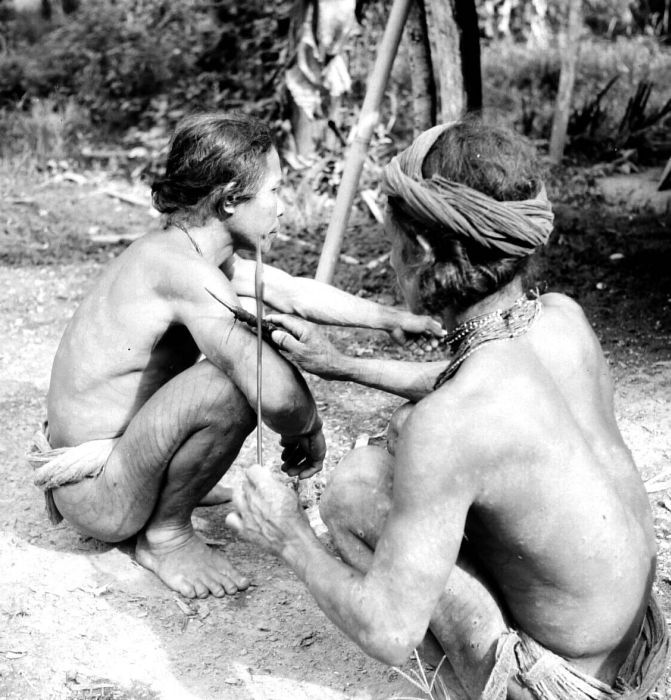
Tätowierer – Mentawai
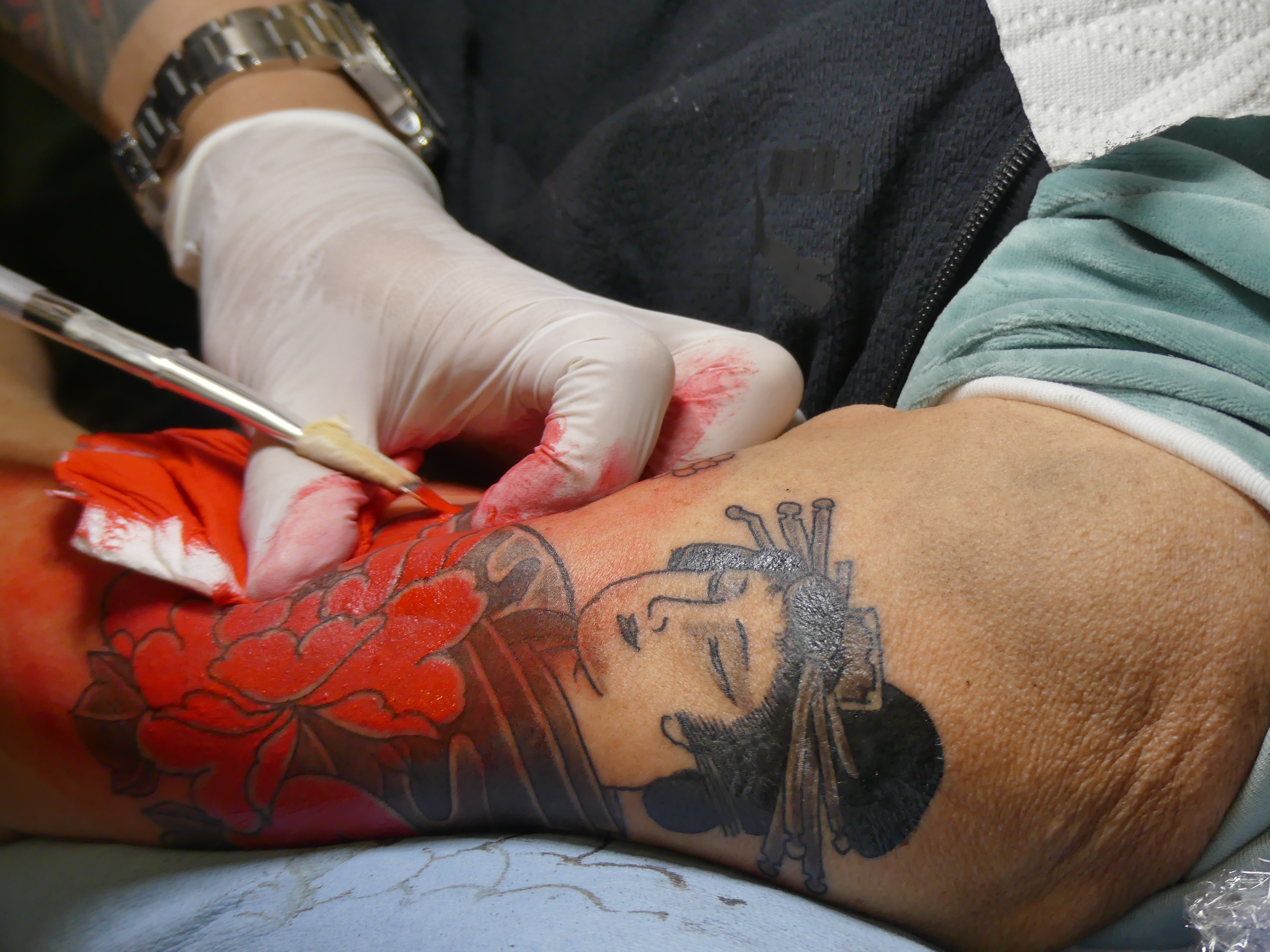
Traditionelle Arbeit mit Tebori-Stick